# Danny Morseu
Daniel « Danny » Morseu, né le 7 septembre 1958, à Thursday Island, en Australie, est un ancien joueur australien de basket-ball.